# Тефе (мікрорегіон)

Тефе на карті штату Амазонас

Тефе (порт. Microrregião de Tefé) — мікрорегіон в Бразилії, входить в штат Амазонас. Складова частина мезорегіону Центр штату Амазонас. Населення становить 87 432 чоловік на 2010 рік. Займає площу 39 862,4 км². Густота населення — 2,19 чол./км².

## Демографія
Згідно з даними, зібраними в ході перепису 2010 р. Національним інститутом географії і статистики (IBGE), населення мікрорегіону становить:
| Повне населення                               | Повне населення                               | Повне населення                               | Повне населення                               | 87 432 |
| --------------------------------------------- | --------------------------------------------- | --------------------------------------------- | --------------------------------------------- | ------ |
| в том числе:                                  | Міське населення                              | 64 751                                        | Відсоток міського населення, %                | 74,06  |
|                                               | Сільське населення                            | 22 681                                        | Відсоток сільського населення, %              | 25,94  |
|                                               | Чоловіче населення                            | 45 266                                        | Відсоток чоловічого населення, %              | 51,77  |
|                                               | Жіноче населення                              | 42 166                                        | Відсоток жіночого населення, %                | 48,23  |
| Густота населення, чол/км²                    | Густота населення, чол/км²                    | Густота населення, чол/км²                    | Густота населення, чол/км²                    | 2,19   |
| Населення мікрорегіону в % до населення штату | Населення мікрорегіону в % до населення штату | Населення мікрорегіону в % до населення штату | Населення мікрорегіону в % до населення штату | 2,51   |

## Склад мікрорегіону
До складу мікрорегіону включені наступні муніципалітети:
1. Алварайнс
2. Тефе
3. Уаріні

| Бразилія | Це незавершена стаття з географії Бразилії. Ви можете допомогти проєкту, виправивши або дописавши її. |